# キャデラック・エスカレード
エスカレード (ESCALADE) は、アメリカのGMが開発・製造、キャデラックブランドで販売する自動車である。

## 概要
エスカレードは、1997年にフォードが発売したリンカーン・ナビゲーターの成功を受けて、GMが高級SUV市場の対抗車種として企画された。
日本では、2代目 (GMT800) からGMアジア・パシフィックジャパンが輸入している。当初はハマーやスタークラフトと同様に三井物産オートモーティブが輸入して販売した。2011年11月1日に輸入権がGMジャパンへ譲渡された。日本で正規輸入開始時はベースグレードのみで、GMジャパンが取扱開始時に最上級グレード「プラチナム」を追加した。ESV（ロングボディー）、EXT（ピックアップトラック）、ハイブリッドは正規輸入されていない。

## 初代 （1999-2000年）
初代エスカレード (GMT400) は、1999年モデルイヤーに登場した。1998年から発売が開始されたGMC・ユーコン デナリをベースに高級SUVに仕立てたモデルで、外観の大半がユーコン デナリと共通である。エンジンは5.7 リットル (L) のV型8気筒、トランスミッションは4ATでフルタイム4WD方式を採用している。

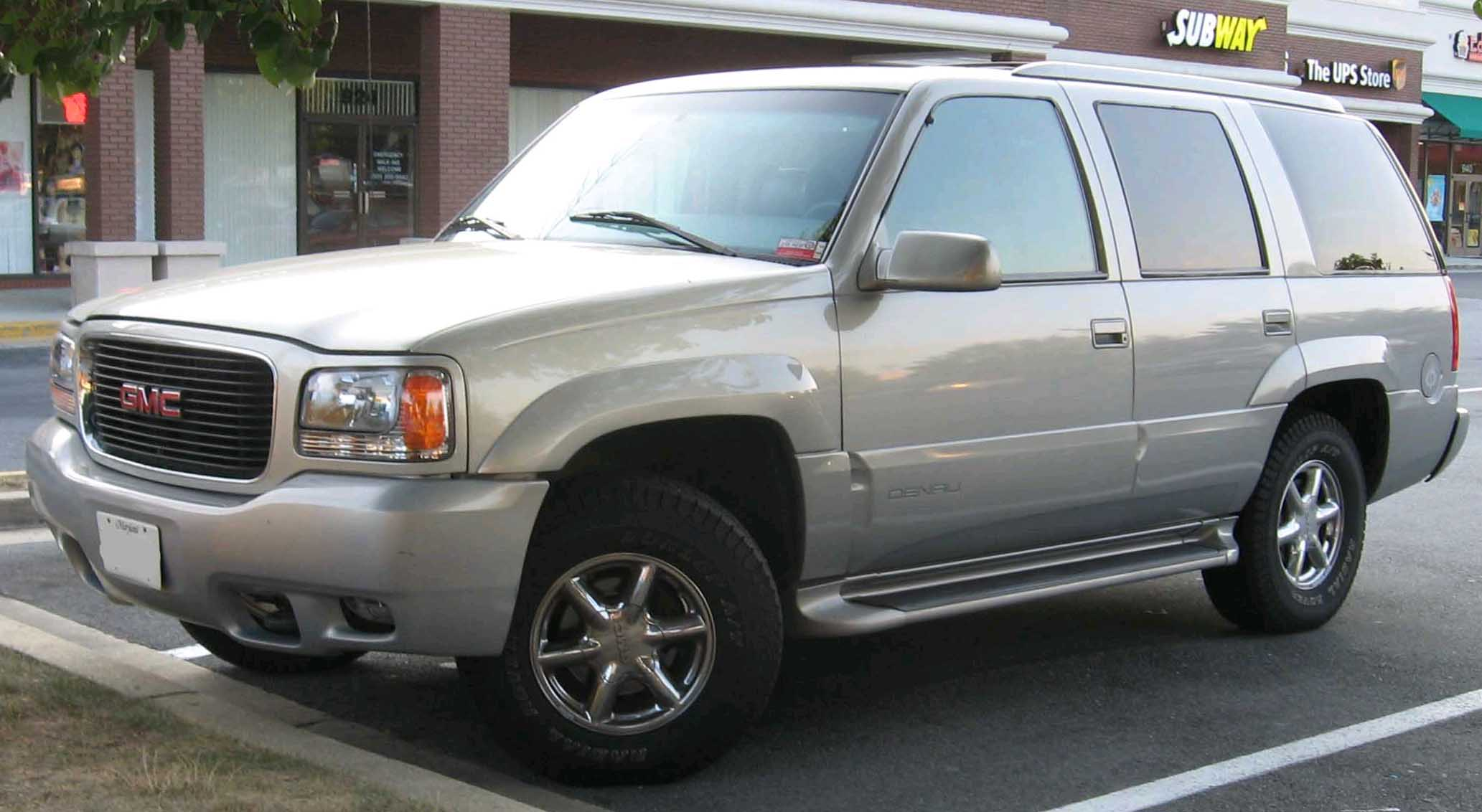
GMC・ユーコン デナリ（GMT400）

既存車種のユーコンをベースに企画から10か月で発売したが、「フェイスが違うだけで値段の跳ね上がったユーコン（あるいはタホ）」などと不振で1年余りで終売した。

## 2代目（2002-2006年）
2代目エスカレード (GMT800) は2002年に発売された。エンジンは5.3 Lと6.0 LのV型8気筒。用意されるトランスミッションは4ATで、フルタイム4WD方式を採用する。
このモデルからロングボディの「ESV」及びピックアップの「EXT」がラインナップに追加される。ベース車両はそれぞれシボレー・サバーバン/GMC・ユーコンXL、スポーツ・ユーティリティ・トラックのシボレー・アバランチである。
前モデルの反省から各所を大幅に見直した。本モデルもシボレー・タホ/GMC・ユーコンをベースとしているが、フロント周りとリアエンドを「アート&サイエンス」に則りデザインし、エンジンは専用設計、内装は総レザー、「ブルガリ」とタイアップしたアナログ時計を装着するなど、ベース車両の面影を払拭して「キャデラック」に相応しい高級感を得た。
2004年にESVへプラチナム・エディションを導入し、全席シート・ヒーター&クーラー、保温&保冷カップホルダーを標準装備とし、専用20インチ・クロームホイール、クロームグリル、ムーンルーフ、内装はエボニー&シェル・レザーダッシュボード、エボニーレザーシート、プリーツ・ドアパネル・ボルスターを含むプレミアムインテリア、などをそれぞれ装備した。
2代目は販売面でも大きく成功し、高級SUVの代表格となる。2006年まで製造されたのちに3代目へフルモデルチェンジした。
映画『マトリックス リローデッド』で黒色のEXTが敵の車両として登場し、主人公達が乗る同社のCTSとともに派手なカーチェイスを繰り広げた。

## 3代目（2006-2014年）

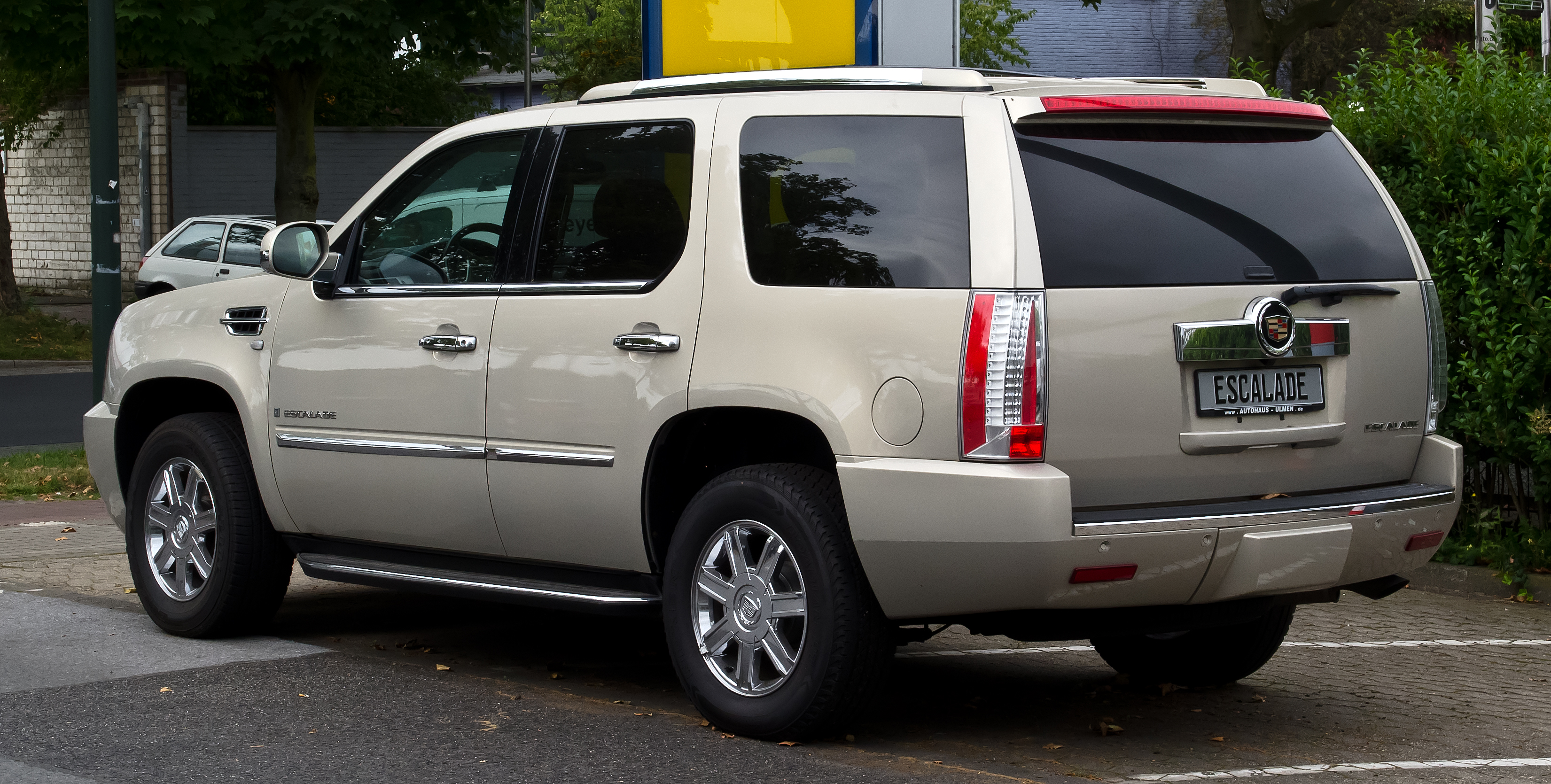
ベース リア

3代目エスカレード (GMT900) は、北米で2006年に発売された。
エンジンは6.2 LのV型8気筒、用意されるトランスミッションは6ATでフルタイム4WD方式を採用する。現地のカスタムシーン (DUB) を意識して、純正オプションで22インチ大径アルミホイールが選択可能である。オフロードの走破性能は、イギリスの自動車番組「トップ・ギア」のプログラムでクロスカントリーを行った際に、タイヤ周辺のハーネスが断裂した。
先代に引き続いてロングボディのESV、ピックアップのEXTをラインアップする。2008年に、タホが搭載したハイブリッドシステムを用いたモデルが登場した。
2008年にショートボディとロングボディ (ESV) に最上級モデルのプラチナムを設定した。エクステリアは専用フロント・バンパー、大型クローム加飾グリル、クローム加飾をそれぞれ追加し、専用22インチ・クロームホイール、大統領専用車ビーストと共通のLEDヘッドランプ、インテリアは専用色「ココア/ライトリネン」、各部に職人手縫ステッチを追加した専用ココア・レザー、デュアル・ヘッドレストモニター、保温&保冷カップホルダー、アルミ加飾、オリーブ&クルミ材トリムを標準装備とした。可変ショックアブソーバー「マグネティック・ライド・コントロール・システム」を初設定した。
2012年にリアコンビネーションランプ、リア・バンパー&エキゾースト・フィニッシャーを意匠変更してスクエアタイプのデュアル・エキゾーストとなる。グレード体系も見直して廉価版の「ベースグレード」、「ラグジュアリー」、「プレミアム」、「プラチナム」とした。プレミアムはプラチナムと共通の専用フロント・バンパー、大型ブラックアウト加飾グリルを装備した。プラチナムは専用内装色に「ココア/ライトリネン」に「エボニー/エボニーアクセント」が追加され、2色展開となった。
日本は2007年10月から正規輸入が開始され、2012年にGMジャパンへ扱い変更後、ESV、EXTは正規輸入されていない。日本の販売価格は955万5,000円からが約100万円値下げされた。

### ハイブリッドモデル

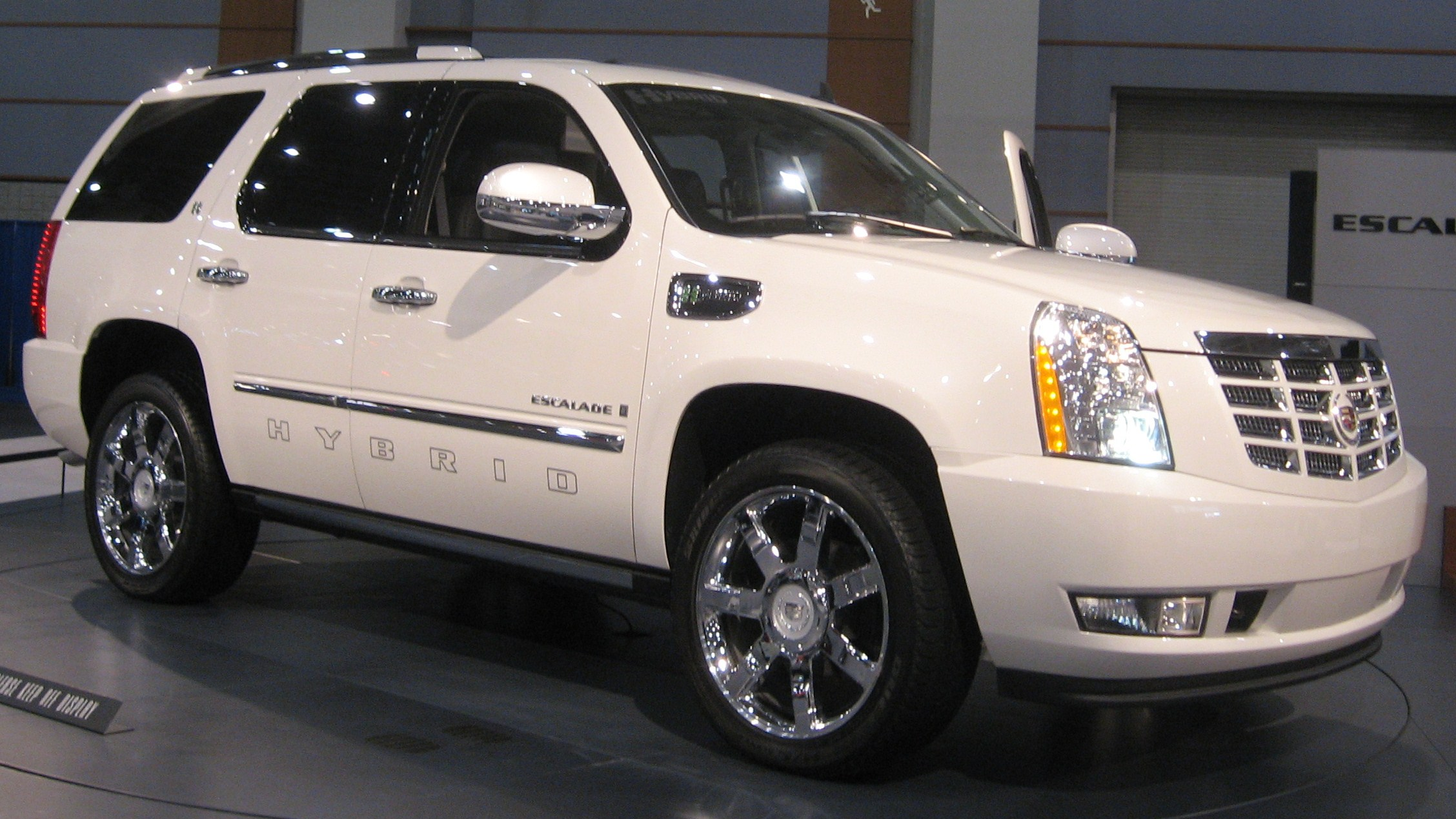
エスカレード ハイブリッド（GMT900）

2008年に南フロリダ国際自動車ショーでハイブリッドを発表し、2009年モデルとして同年に発売した。2輪駆動モデルは7万4,085ドルから、ESVとEXTはハイブリッド未設定、6.0LのV型8気筒にGMのハイブリッドシステムを組み合わせ、0-100 km/h加速は8.2秒、332馬力である。フレックス・フューエル仕様車も設定した。
2008年8月にエスカレードのグレード別販売台数でハイブリッドが20%に達した。ハイブリッドは庶民のエコカーであるとのイメージを崩して高級車の付加価値としての火付け役となった。
2009年にハイブリッドへプラチナムが追加設定した。

## 4代目（2014-2020年）
4世代目のエスカレードは、2014年型シボレー・シルバラードで採用したGMの新型トラック・プラットフォームを採用した。北米市場では2015年に発表、販売が開始された。

### 日本
2015年2月19日に日本国内で発表して受注を開始した。日本市場は「プレミアム」「プラチナム」の2グレードを導入した。価格は1149万円 - 1249万円。
2015年12月8日に一部改良でApple CarPlayを標準装備した。
2017年6月13日に一部改良した。トランスミッションが6段ATから8段ATに多段化し、走行モードにローレンジを追加した。「プレミアム」の2列目シートをベンチシートに変更して乗車定員を7名から8名とした。価格は1260万円 - 1360万円。
2018年2月20日に一部改良で、アダプティブクルーズコントロールの前方車両追尾機能と自動減速機能のキャンセルを可能とした。
2019年1月16日に一部改良で、縦を基調にしたデイタイムランニングライトを搭載した。価格は「プラチナム（7人乗り）」が1371万6000円、「プラチナム（8人乗り）」が1371万6000円。
2019年5月28日に特別仕様車「スポーツエディション」を設定して29日発売した。7人乗りのみの設定で価格は1409万4000円。
2019年12月3日に仕様と価格を一部変更した。フロントヘッドレスト内蔵デュアルディスプレイを廃止して新たなボディーカラーを設定した。価格は1377万円 - 1416万円。

## 5代目（2020年-）
2020年2月にロサンゼルスで5代目モデルを発表した。
パワートレインは、新開発の最大出力420hp/5600rpmで最大トルク63.5kgm/4100rpmの6.2L V型8気筒ガソリンエンジンと、277hp/3750rpm、63.5kgm/1500rpmの3.0L 直列6気筒ターボディーゼルエンジンを搭載し、可変バルブタイミングやストップ＆スタート機能を採用した。ディーゼルエンジンの搭載は、エスカレードにとって初となる。トランスミッションは8速または10速オートマチックである。
サスペンションについても、快適性を向上させるべく、従来のトラック由来のリンク式サスペンションから新たに独立式マルチリンクサスペンションが採用されている。
車内は世界初の38インチの曲面OLEDスクリーンダッシュボードを搭載し、ダッシュボードには、キャデラックの紋章（運転席側）と「エスカレード」の名前（助手席側）が表示される。
日本でゼネラルモーターズ・ジャパンが2022年10月7日付で、2022年2月22日 - 2022年9月9日に輸入した車両のリコールを国土交通省に届出た。自動ヘッドランプシステムに使用している周囲光センサーが、明るい環境下の出力電圧が設定よりも低く、ボディコントロールモジュールが周囲照度の状態を正しく判定できずに、すれ違い用前照灯が常時点灯する可能性がある。

## エスカレード V
2022年5月、エスカレードをベースにエンジン換装や足回りの強化を施した、「エスカレード V」が発表した。
搭載されるパワーユニットは、CT5-V ブラックウィングと同じ6.2L V型8気筒スーパーチャージドの「GM LT4」である。新たにチューニングしたスーパーチャージャーは最大13500rpmで駆動し、ユニットの最高出力は682馬力、最大トルク90.3kgm、10速AT、0-60mph (96kmh) は4.4秒以下、0-400m加速は12.47秒である。

## マグネティック・ライド・コントロール・システム
GMがシボレー・コルベットなどに採用している可変ショックアブソーバーである。
デルファイコーポレーションとGMが共同開発したシステムで、ショックアブソーバー内のオイルに、鉄粒子を分子レベルでオイルに融合させた炭化水素系流体の磁性反応流体を使用し、ショックアブソーバー内の電流で粘性を変化させ、減衰力の連続可変を実現した。
ピエゾ・アクチュエーターなどを使用してオイルの通過穴の抵抗で減衰力を調節する既存製品と逆の発想で、機械的作動を伴わず、反応速度は1,000分の1秒単位で、レーダーなどで前方の路面状況を察知せずとも、ホイールやボディに大きなGが加わってから作動しても充分に間に合うため、アクティブサスペンション様にリアルタイム制御が可能である。